# Live Cult
Live Cult es un álbum en directo de la banda de hard rock inglesa The Cult, grabado en vivo en el club Marquee en la ciudad de Londres el 27 de noviembre de 1991.

## Lista de canciones
Todas las canciones escritas por Ian Astbury y Billy Duffy.

### Disco uno
1. "Nirvana" 4:36
2. "Lil' Devil" 2:59
3. "Spiritwalker" 3:53
4. "Horse Nation" 3:52
5. "Zap City" 5:09
6. "Brother Wolf, Sister Moon" 6:41
7. "Revolution" 6:16
8. "Love" 5:58
9. "Rain" 5:21

### Disco dos
1. "The Phoenix" 4:59
2. "Wild Flower" 4:14
3. "She Sells Sanctuary" 4:36
4. "Full Tilt" 4:48
5. (amplification breakdown) 5:28
6. "Peace Dog" 4:12
7. "Love Removal Machine" 5:52
8. "Earth Mofo" 6:13
9. "Fire Woman" 6:19

## Personal
- Ian Astbury – Voz
- Billy Duffy – Guitarra
- Kinley Wolfe – Bajo
- Michael Lee – Batería
- John Sinclair – Teclados